# Liste der Mitglieder des Schweizer Ständerats in der 47. Legislaturperiode

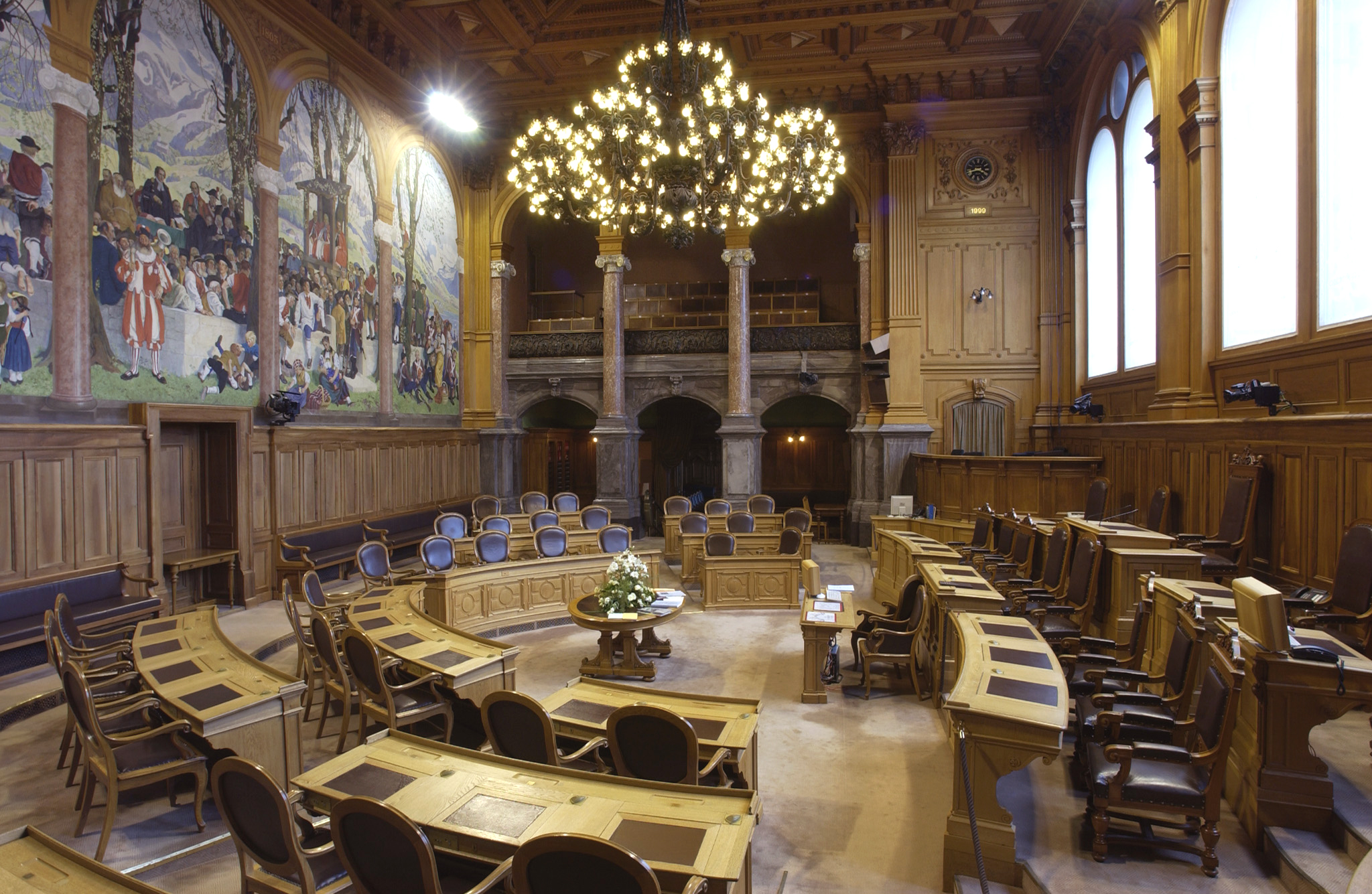
Saal des Ständerates im Bundeshaus

Dieser Artikel listet alle Personen auf, die während der Legislaturperiode 2003–2007 dem Ständerat angehörten.

## Im Ständerat vertretene Parteien
| Partei                              | Abkürzung | Sitze |
| ----------------------------------- | --------- | ----- |
| Christlichdemokratische Volkspartei | CVP       | 14    |
| FDP.Die Liberalen                   | FDP       | 14    |
| Sozialdemokratische Partei          | SP        | 9     |
| Schweizerische Volkspartei          | SVP       | 8     |

## Ratsmitglieder
| Name                    | Partei | Kanton                 | Geburtsdatum  | Ständerat seit | Beruf                 | Foto                    |
| ----------------------- | ------ | ---------------------- | ------------- | -------------- | --------------------- | ----------------------- |
| Hans Altherr            | FDP    | Appenzell Ausserrhoden | 29. Apr. 1950 | 8. März 2004   | Rechtsanwalt          | Hans Altherr            |
| Madeleine Amgwerd       | CVP    | Jura                   | 1. Aug. 1946  | 1. Dez. 2003   | Theologin             | Madeleine Amgwerd       |
| Michel Béguelin         | SP     | Waadt                  | 1. Aug. 1936  | 6. Dez. 1999   |                       |                         |
| Alain Berset            | SP     | Freiburg               | 9. Apr. 1972  | 1. Dez. 2002   | Ökonom                | Alain Berset            |
| Peter Bieri             | CVP    | Zug                    | 21. Juni 1952 | 23. Jan. 1995  | Lehrer                | Peter Bieri             |
| Ivo Bischofberger       | CVP    | Appenzell Innerrhoden  | 24. Feb. 1958 | 4. Juni 2007   | Rektor                | Ivo Bischofberger       |
| Pierre Bonhôte          | SP     | Neuenburg              | 17. Juni 1965 | 5. Dez. 2005   | Ingenieur             |                         |
| Christoffel Brändli     | SVP    | Graubünden             | 7. März 1943  | 23. Jan. 1995  | Wirtschaftsberater    | Christoffel Brändli     |
| Peter Briner            | FDP    | Schaffhausen           | 1. Nov. 1943  | 6. Dez. 1999   | Geschäftsmann         | Peter Briner            |
| Christiane Brunner      | SP     | Genf                   | 23. März 1947 | 4. Dez. 1995   | Rechtsanwältin        | Christiane Brunner      |
| Hermann Bürgi           | SVP    | Thurgau                | 18. Feb. 1946 | 6. Dez. 1999   | Rechtsanwalt          | Hermann Bürgi           |
| Rolf Büttiker           | FDP    | Solothurn              | 27. Juni 1950 | 25. Nov. 1991  | Wirtschaftsberater    | Rolf Büttiker           |
| Eugen David             | CVP    | St. Gallen             | 3. Sep. 1945  | 6. Dez. 1999   |                       | Eugen David             |
| Simon Epiney            | CVP    | Wallis                 | 12. Feb. 1950 | 6. Dez. 1999   | Rechtsanwalt          | Simon Epiney            |
| Rolf Escher             | CVP    | Wallis                 | 14. Apr. 1941 | 6. Dez. 1999   | Rechtsanwalt          |                         |
| Anita Fetz              | SP     | Basel-Stadt            | 19. März 1957 | 1. Dez. 2003   | Unternehmerin         | Anita Fetz              |
| Erika Forster           | FDP    | St. Gallen             | 27. Feb. 1944 | 4. Dez. 1995   | Geschäftsfrau         | Erika Forster           |
| Bruno Frick             | CVP    | Schwyz                 | 31. Mai 1953  | 25. Nov. 1991  | Rechtsanwalt          | Bruno Frick             |
| Hans Fünfschilling      | FDP    | Basel-Landschaft       | 19. Jan. 1940 | 6. Dez. 1999   | Leiter Informatik     | Hans Fünfschilling      |
| Pierre-Alain Gentil     | SP     | Jura                   | 12. Juli 1952 | 4. Dez. 1995   |                       | Pierre-Alain Gentil     |
| Hannes Germann          | SVP    | Schaffhausen           | 1. Juli 1956  | 16. Sep. 2002  | Ökonom                | Hannes Germann          |
| Trix Heberlein          | FDP    | Zürich                 | 17. Juli 1942 | 1. Dez. 2003   | Rechtsanwältin        | Trix Heberlein          |
| Hans Hess               | FDP    | Obwalden               | 4. Mai 1945   | 8. Juni 1998   | Rechtsanwalt          | Hans Hess               |
| Hans Hofmann            | SVP    | Zürich                 | 3. März 1939  | 21. Sep. 1998  |                       | Hans Hofmann            |
| This Jenny              | SVP    | Glarus                 | 4. Mai 1952   | 8. Juni 1998   | Unternehmer           | This Jenny              |
| Alex Kuprecht           | SVP    | Schwyz                 | 22. Dez. 1957 | 1. Dez. 2003   | Generalagent          | Alex Kuprecht           |
| Christiane Langenberger | FDP    | Waadt                  | 21. Apr. 1941 | 6. Dez. 1999   |                       | Christiane Langenberger |
| Hans Lauri              | SVP    | Bern                   | 26. Okt. 1944 | 5. Juni 2001   | Rechtsanwalt          |                         |
| Ernst Leuenberger       | SP     | Solothurn              | 18. Jan. 1945 | 6. Dez. 1999   |                       | Ernst Leuenberger       |
| Helen Leumann           | FDP    | Luzern                 | 7. Nov. 1943  | 4. Dez. 1995   | Geschäftsfrau         | Helen Leumann           |
| Filippo Lombardi        | CVP    | Tessin                 | 29. Mai 1956  | 6. Dez. 1999   | Medienunternehmer     | Filippo Lombardi        |
| Theo Maissen            | CVP    | Graubünden             | 2. Sep. 1944  | 23. Jan. 1995  | Ingenieuragronom      | Theo Maissen            |
| Dick Marty              | FDP    | Tessin                 | 7. Jan. 1945  | 4. Dez. 1995   | Rechtsberater         | Dick Marty              |
| Gisèle Ory              | SP     | Neuenburg              | 30. Apr. 1956 | 1. Dez. 2003   | Geschäftsführerin     | Gisèle Ory              |
| Thomas Pfisterer        | FDP    | Aargau                 | 7. Mai 1941   | 6. Dez. 1999   | Rechtsanwalt          | Thomas Pfisterer        |
| Maximilian Reimann      | SVP    | Aargau                 | 7. Mai 1942   | 11. Dez. 1995  | Finanzjurist          | Maximilian Reimann      |
| Françoise Saudan        | FDP    | Genf                   | 9. Nov. 1939  | 4. Dez. 1995   | Verwalterin           | Françoise Saudan        |
| Fritz Schiesser         | FDP    | Glarus                 | 23. Apr. 1954 | 5. Juni 1990   | Rechtsanwalt          | Fritz Schiesser         |
| Urs Schwaller           | CVP    | Freiburg               | 31. Okt. 1952 | 1. Dez. 2003   | Rechtsanwalt          | Urs Schwaller           |
| Rolf Schweiger          | FDP    | Zug                    | 9. Jan. 1945  | 1. März 1999   | Rechtsanwalt          | Rolf Schweiger          |
| Marianne Slongo         | CVP    | Nidwalden              | 9. Juni 1948  | 6. Dez. 1999   | Geschäftsfrau         | Marianne Slongo         |
| Simonetta Sommaruga     | SP     | Bern                   | 14. Mai 1960  | 1. Dez. 2003   | Konsumentenschützerin | Simonetta Sommaruga     |
| Hansruedi Stadler       | CVP    | Uri                    | 6. Aug. 1953  | 6. Dez. 1999   | Rechtsanwalt          | Hansruedi Stadler       |
| Philipp Stähelin        | CVP    | Thurgau                | 2. Apr. 1944  | 6. Dez. 1999   | Rechtsanwalt          | Philipp Stähelin        |
| Franz Wicki             | CVP    | Luzern                 | 28. Jan. 1939 | 4. Dez. 1995   | Rechtsanwalt          |                         |

## Änderungen während der Legislaturperiode
| Name                | Partei | Kanton                 | Geburtsdatum  | Amtsantritt   | Rücktritt/Tod                                               | Nachfolger        | Foto                |
| ------------------- | ------ | ---------------------- | ------------- | ------------- | ----------------------------------------------------------- | ----------------- | ------------------- |
| Hans-Rudolf Merz    | FDP    | Appenzell Ausserrhoden | 10. Nov. 1942 | 22. Sep. 1997 | 10. Dez. 2003 (Wahl in den Bundesrat)                       | Hans Altherr      | Hans-Rudolf Merz    |
| Jean Studer         | SP     | Neuenburg              | 12. Nov. 1957 | 12. Dez. 1999 | 28. Nov. 2005 (Wahl in den Staatsrat des Kantons Neuenburg) | Pierre Bonhôte    | Pankraz Freitag     |
| Carlo Schmid-Sutter | CVP    | Appenzell Innerrhoden  | 11. März 1950 | 2. Juni 1980  | 3. Juni 2007 (Rücktritt)                                    | Ivo Bischofberger | Carlo Schmid-Sutter |